# Championnats du monde Pro de ski de vitesse 1997
Navigation
1996 Pro 1998 Pro
Les Championnats du monde Pro de ski de vitesse 1997 se sont déroulés du 22 mars au 10 avril 1997  sous l'égide de l'association France Ski de vitesse.

## Organisation
Ces championnats comportent 3 étapes. Des points sont attribués à chaque course aux 15 premiers suivant le barème :
| Place  | 1er | 2e | 3e | 4e | 5e | 6e | 7e | 8e | 9e | 10e | 11e | 12e | 13e | 14e | 15e |
| ------ | --- | -- | -- | -- | -- | -- | -- | -- | -- | --- | --- | --- | --- | --- | --- |
| Points | 25  | 20 | 15 | 12 | 11 | 10 | 9  | 8  | 7  | 6   | 5   | 4   | 3   | 2   | 1   |

Les courses sont organisés sur des pistes sans limitation de vitesse (alors que d'autre épreuves de cette époque sont limitées à 200 km/h). Lorsque le vainqueur de la course dépasse les 200 km/h, les points de l'ensemble des concurrents sont doublés. Par ailleurs, en cas d'égalité au classement général, c'est le skieur qui atteint la plus grande vitesse au cours de la saison, qui est classé devant.
Cette formule préfigure la future Coupe du monde de ski de vitesse (qui sera organisée à partir de 2000 par la FIS), mais elle a pour appellation Championnats du monde Pro. Ce sont les uniques championnats du monde organisés en 1997.

## Podiums

### Hommes
| Épreuves   | Or               | Argent         | Bronze      |
| ---------- | ---------------- | -------------- | ----------- |
| S1         | Jeffrey Hamilton | Philippe Billy | Harry Egger |
| S1 Juniors | Johan Rousseau   |                |             |

### Femmes
| Épreuves | Or               | Argent       | Bronze        |
| -------- | ---------------- | ------------ | ------------- |
| S1       | Karine Dubouchet | Carolyn Curl | Regine Bianco |

## Résultats détaillés

### Hommes S1
| \| Rang \| Skieur \| Points \| \| ------------------ \| ---------------- \| ------ \| \| Médaille d'or \| Jeffrey Hamilton \| 115 \| \| Médaille d'argent \| Philippe Billy \| 100 \| \| Médaille de bronze \| Harry Egger \| 74 \| \| 4 \| Kasunaga Kusumi \| 59 \| \| 5 \| Jyrki Jokipii \| 45 \| \| 6 \| Bengt Jonsson \| 38 \| \| 7 \| Mark Rupprecht \| 38 \| \| 8 \| Marku Tammela \| 27 \| \| 9 \| Jouni Ojala \| 25 \| \| 10 \| Pascal Budin \| 24 \| |                  |        |
| Rang | Skieur           | Points |
| Médaille d'or | Jeffrey Hamilton | 115    |
| Médaille d'argent | Philippe Billy   | 100    |
| Médaille de bronze | Harry Egger      | 74     |
| 4 | Kasunaga Kusumi  | 59     |
| 5 | Jyrki Jokipii    | 45     |
| 6 | Bengt Jonsson    | 38     |
| 7 | Mark Rupprecht   | 38     |
| 8 | Marku Tammela    | 27     |
| 9 | Jouni Ojala      | 25     |
| 10 | Pascal Budin     | 24     |

### Femmes S1
| \| Rang \| Skieuse \| Points \| \| ------------------ \| ---------------- \| ------ \| \| Médaille d'or \| Karine Dubouchet \| 105 \| \| Médaille d'argent \| Carolyn Curl \| 100 \| \| Médaille de bronze \| Regine Bianco \| 60 \| \| 4 \| Kati Metsäpello \| 39 \| \| 5 \| Lizzie Pettersen \| 20 \| \| 6 \| Asa Orjasther \| 12 \| |                  |        |
| Rang | Skieuse          | Points |
| Médaille d'or | Karine Dubouchet | 105    |
| Médaille d'argent | Carolyn Curl     | 100    |
| Médaille de bronze | Regine Bianco    | 60     |
| 4 | Kati Metsäpello  | 39     |
| 5 | Lizzie Pettersen | 20     |
| 6 | Asa Orjasther    | 12     |

## Calendrier

### Hommes
| Date          | Lieu        | Vainqueur        | Vitesse vainqueur | Deuxième         | Troisième       |
| 26 mars 1997  | Vars        | Philippe Billy   | 243,902 km/h      | Jeffrey Hamilton | Harry Egger     |
| 3 avril 1997  | Les Arcs    | Jeffrey Hamilton | 242,915 km/h      | Philippe Billy   | Kasunaga Kusumi |
| 10 avril 1997 | Hundfjället | Jeffrey Hamilton | 189,37 km/h       | Harry Egger      | Jyrki Jokipii   |

Dans l'épreuve de Vars, Philippe Billy bat le record du monde détenu depuis 1995 par Jeffrey Hamilton.

### Femmes
| Date          | Lieu        | Vainqueur        | Vitesse vainqueur | Deuxième         | Troisième       |
| 26 mars 1997  | Vars        | Carolyn Curl     | 231,660 km/h      | Karine Dubouchet | Regine Bianco   |
| 3 avril 1997  | Les Arcs    | Carolyn Curl     | 231,214 km/h      | Karine Dubouchet | Regine Bianco   |
| 10 avril 1997 | Hundfjället | Karine Dubouchet | 181,154 km/h      | Lizzie Pettersen | Kati Metsäpello |

Dans l'épreuve de Vars, Carolyn Curl bat le record du monde détenu depuis 1996 par Karine Dubouchet.